# Nils Burwitz
Nils Burwitz (* 1940 in Swinemünde) ist ein deutscher Maler.

## Leben
1945 musste Burwitz mit seiner Familie nach Westdeutschland fliehen. Im Jahr 1958 wanderte er mit seiner Familie nach Südafrika aus. Dort beendete er seine Schulausbildung und promovierte 1963 an der Witwatersrand-Universität als Bachelor of Arts in Fine Arts. Mit Hilfe eines Stipendiums studierte er in England, der Schweiz und in Salzburg. In Salzburg besuchte er einen Kurs für Lithographie an Oskar Kokoschkas Schule des Sehens. Er kehrte nach Südafrika zurück und lehrte an der Witwatersrand-Universität, am Dorkey House in Johannesburg sowie in Soweto. In Südafrika engagierte er sich gegen das Apartheid-Regime.
1976 übersiedelte er mit seiner Frau Maria und drei Kindern nach Valldemossa auf die spanischen Mittelmeerinsel Mallorca. Neben Aquarellen schuf er Fresken und Ölgemälde. Burwitz schuf auch Bleiglasfenster, die sich vor allem in Kirchen auf Mallorca befinden.
Seine Werke wurden von diversen renommierten Institutionen angekauft, darunter die Albertina Wien, das Albertinum Dresden, die Bibliotheken der Städte Boston, Buffalo und New York, der Kongressbibliothek in Washington, die Kunsthalle Hamburg, das Museum Ludwig Köln, das Museum für Moderne Kunst Tokyo, das Nationalmuseum Warschau, das Fitzwilliam Museum Cambridge, dem British Museum und dem Albert Museum in London.
Er engagiert sich ehrenamtlich für das Blutspendewesen.

## Auszeichnungen
Seine Werke erhielten in Brasilien, England, Frankreich, Irland, Japan, Südafrika, Spanien und den USA Auszeichnungen.
Während der XI. Grafikbiennale in Laibach wurde ihm 1975 der Kunstkritikerpreis verliehen. 1981 erhielt er in Monte Carlo den Prix de la Ville de Monaco und 1982 den 1. Preis Ciutat de Palma. Im Jahr 1987 erhielt er auf der 2. Biennale in Barcelona einen Sonderpreis. 1995 gewann er den 1. Preis im Premio nacional de acuarela guarro casas. Im Jahr 1999 wurde er zum ersten Europäer der Balearen gewählt. Weitere Auszeichnungen erfolgten 2003 mit dem Premio diario de Mallorca und 2004 mit dem Premi populars - obispo teodor ubeda.

## Werke (Auswahl)
- Bleiglasfenster in der Anglikanischen Kirche St. James and St. Philip in Palma de Mallorca, 1991
- Bleiglasfenster in Santa Eulalia, 1993
- Bleiglasfenster in der Fensterrosen für das Kloster Lluc, 1994
- drei Dokumentarfilme mit Joachim Schroeder über Südafrika und Namibia, 1996
- Bleiglasfenster in der Ermita de la Santissima Trinitat in Valldemossa, 1997
- Bleiglasfenster in der Sant Pere i Sant Pau de Algaida, 1999
- Bleiglasfenster im Consolat de Mar, dem Regierungssitz in Palma de Mallorca, 1999
- Bleiglasfenster im Ergoline Schulungszentrum in Windhagen, 1999
- Bleiglasfenster in East Worldham, 2001
- drei Plakaten für den Hochkommissar für Flüchtlinge der Vereinten Nationen
- Bleiglasfenster im Königlichen Karthäuserkloster in Valldemossa, 2004
- Bleiglasfenster im Kloster Cura, 2005
- Cortenstahlgruppe auf der Plaze de la Concordia in Sa Pobla, 2005
- Plakat Einstein Legacy, 2005
- Glaskuppel im Castillo Hotel Son Vida von Palma de Mallorca, 2006